# بوفرسية
بُوفُرسِيَة (الاسم العلمي: Beaufortia) هو جنس من الشجيرات الخشبية والأشجار الصغيرة في الفصيلة الآسية متوطن في جنوب غرب أستراليا. يرتبط جنس بوفورتيا ارتباطًا وثيقًا بـ البلقاء والعديد من الأنواع الأُخَر ويختلف في طريقة ارتباط الأسدية.